# Tableau de chasse (cynégétique)
La notion de tableau de chasse a évolué. Elle désignait autrefois « le gibier abattu rangé par espèces », « après une partie de chasse »,, c'est-à-dire le décompte du gibier en fin d'un acte de chasse avant le partage éventuel de la venaison ou des trophées.

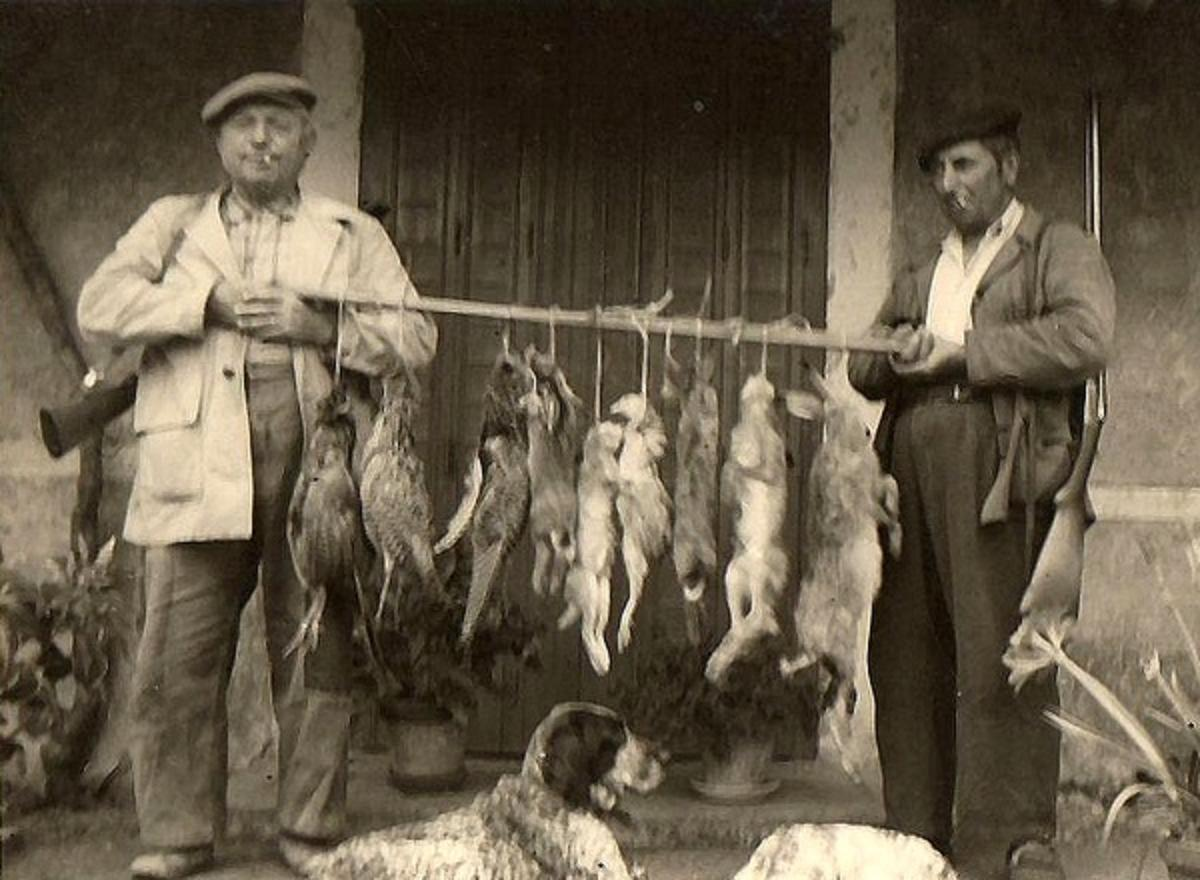
Les photos anciennes de tableau de chasse renseignent sur la quantité et la proportion des espèces-gibier autrefois chassées

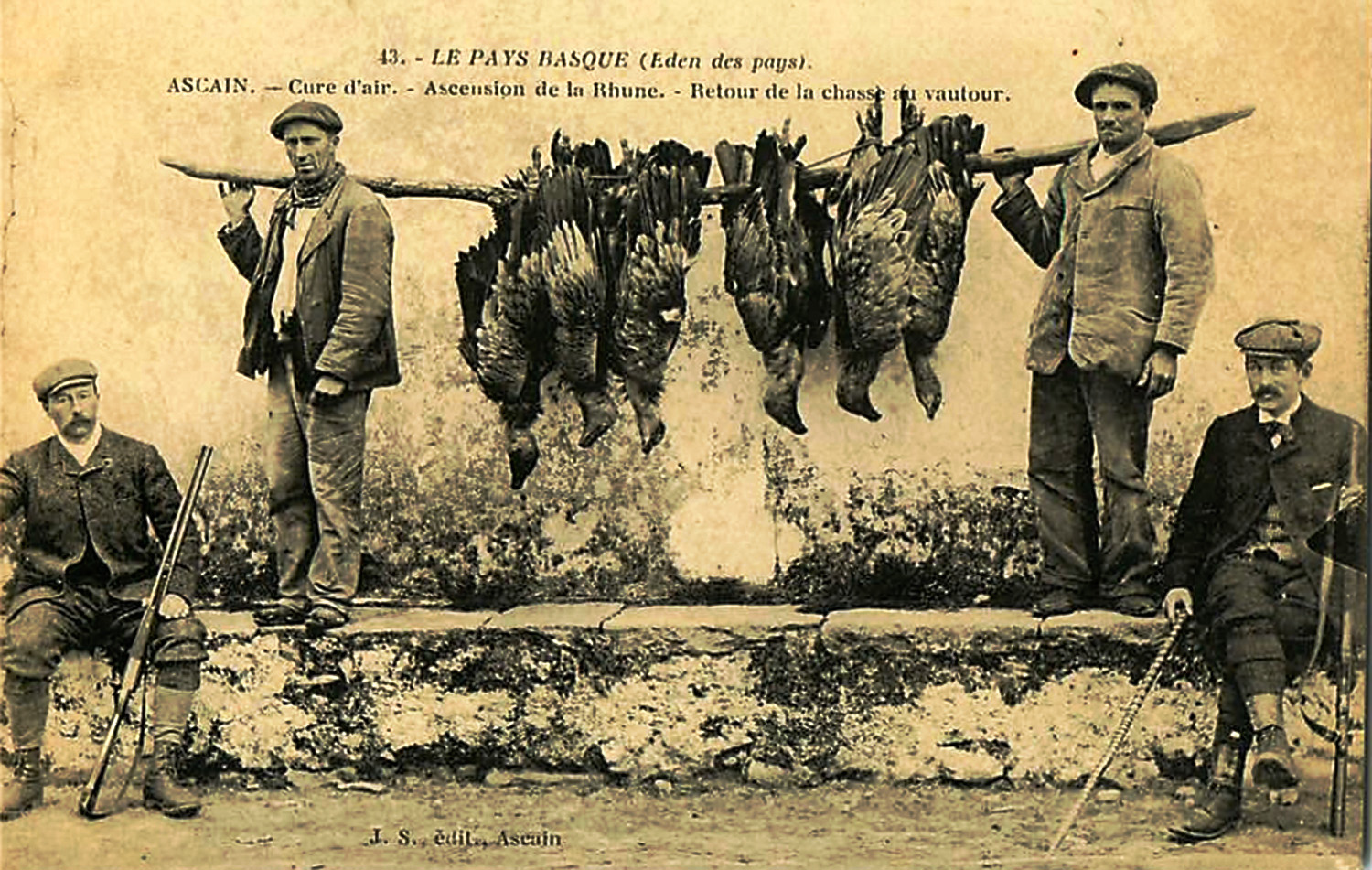
Tableau de chasse au vautour, début du XXᵉ siècle

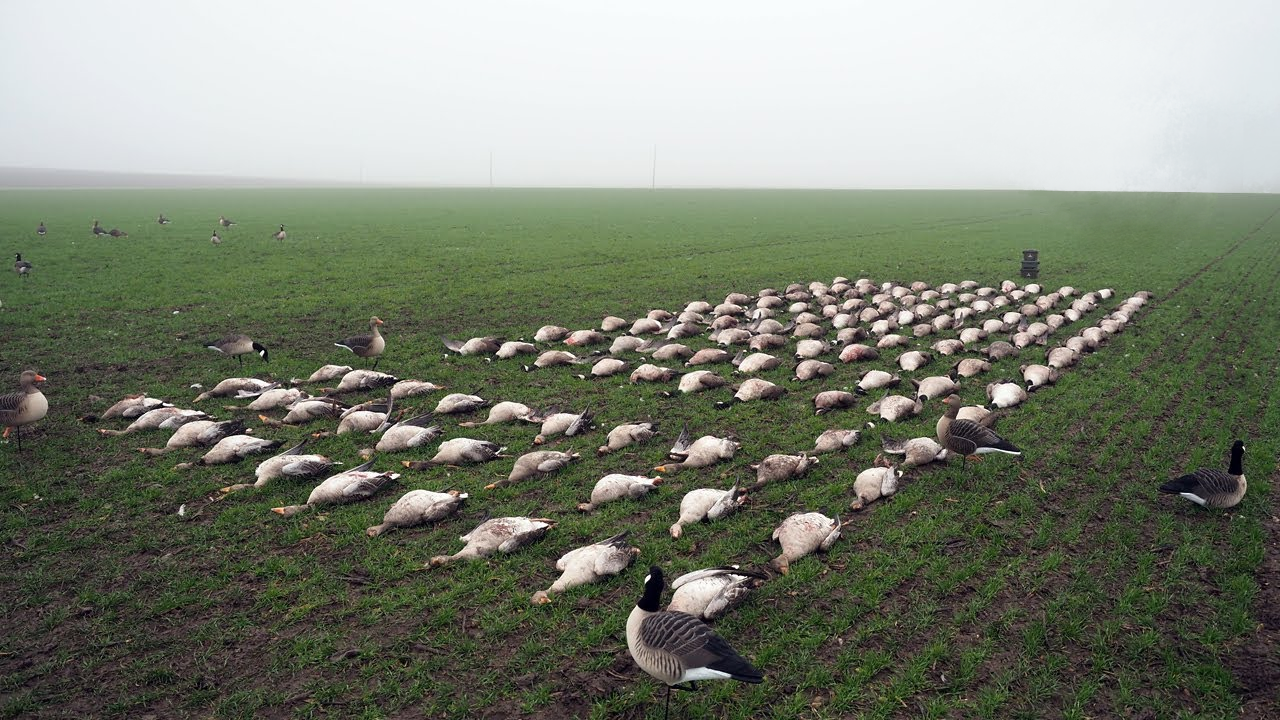
Tableau de chasse aux oies (138 cadavres)
(Suède, 2019)

Le tableau de chasse désigne désormais plus largement l’inventaire de l’animal ou des animaux tués à la chasse (le plus souvent par arme à feu) et sur une zone donnée sur une ou plusieurs saisons.
Dans le cas de tableaux globaux, ils sont construits à partir du carnet de prélèvement (obligatoire  ou pour certaines espèces ou type de chasse, chasse de nuit par exemple). Le tableau est devenu l’un des outils de connaissance et de suivi au service de la gestion cynégétique des populations chassées.
Un tableau individuel de chasse est une source quantitative de données utiles à la gestion cynégétique, constituée de la liste des animaux tués à la chasse (par tir ou autre moyen) par un seul chasseur; la somme de tableaux individuels peut donner un tableau plus global, pouvant être dressé pour une certaine zone géographique, pour une ou plusieurs espèces et pour un pas de temps plus ou moins long — une saison de chasse par exemple, comme pour le groupe Cerf-Chevreuil-Sanglier pour la saison 2002–2003. Un tableau de chasse global est théoriquement la somme pour une zone géographique ou un pays entier de tous les tableaux individuels. Dans les faits, il peut être estimé par extrapolation à partir d’enquêtes à l’échelle du territoire concerné.

## En France
Les tableaux globaux de chasse sont des estimations calculées par l'ONCFS et les fédérations des chasseurs sur la base d'une enquête nationale ; les 3 derniers tableaux sont respectivement relatifs à la saison de chasse 1983-1984 , puis à la saison 1998-1999 (Landry & Migot, 2000) puis 15 ans plus tard à la saison 2013-2014. Pour 90 espèces dont la chasse était autorisée durant la saison cynégétique 2013-2014, le tableau de chasse national a pu être estimé pour 60 d’entre elles ; 30 espèces n’ont pas pu être analysées faute de données assez précises ou complètes : il s’agit de 8 espèces de petit gibier de montagne, 7 espèces d’anatidés, 5 espèces de limicoles, 4 espèces de petits méso-carnivores, le pigeon colombin, le pigeon biset, les colins, l’oie des moissons, le cerf sika et le mouflo).
Le dernier tableau montre qu’en 2014, le gibier le plus chassé est le pigeon ramier — près de 5 millions prélevés par an. Il est suivi par le faisan — 3 millions d’individus par an environ, soit environ 2,5 faisans par chasseur, mais il s’agit essentiellement d’oiseaux d’élevages. Viennent ensuite le lapin de garenne et la perdrix rouge — environ 1,5 million d’individus tués par an pour chacune de ces espèces. Ce tableau confirme la régression du lapin due à la myxomatose puis à des maladies virales. La perdrix est quant à elle principalement issue d’élevage, alors que le lapin est principalement sauvage.
La perdrix grise est en forte régression avec en 2013-2014 un peu moins d’1 million d’individus tués à la chasse, ce qui est un peu plus que le nombre de couples estimé au printemps 2008 — environ 800 000 couples selon Broet al., 2012, en partie issus d’élevage). Le lièvre semble encore en régression dans certaines régions avec 600 000 individus, soit seulement 0,5 lièvre par chasseur en 2013-2014.
Environ 100 000 faisans vénérés ont été tués à la chasse, presque tous issus d’élevage .
Parmi les 50 « espèces d’oiseaux d’eau et de passage », c’est le pigeon ramier qui culmine dans le tableau de chasse annuel 2013-2014 — 4,9 millions d’individus déclarés —, devant la tourterelle turque — 145 000 — puis la tourterelle des bois — 92 000.
Parmi les 2,5 millions de turdidés tués par tir chaque année, la grive musicienne domine — 1,4 million d’oiseaux tués en une saison — devant la grive mauvis — 500 000 oiseaux environ.
Pour les oiseaux d’eau, derrière le canard colvert — 1,2 million d’oiseaux par an, en partie issus d’élevages — viennent la sarcelle d'hiver — 370 000 — puis le canard siffleur — 160 000 prélèvements. Chez les rallidés chassables, 50 000 foulques macroule, et 16 000 poule d’eau — 4 fois plus que le râle d'eau — ont été prélevés en 2013-2014.
La bécasse des bois a un tableau de chasse estimé à 730 000 individus. Les autres limicoles les plus chassés sont la bécassine des marais — 180 000 individus — et la bécassine sourde — 45 000 individus — qui constitueraient la moitié des limicoles tués à la chasse.
En milieu rural, 180 000 alouettes des champs et 130 000 cailles des blés sont chassées dans la saison.
Chez les petits et méso-carnivores, c’est le renard roux qui est la plus prélevé par tir (430 000 individus, soit la 13e position toutes espèces confondues, six fois plus que par piégeage — 68 500 individus environ en 2012-2013 selon Albaret et al., 2014. Le blaireau est aussi très chassé: 2 045 individus, entre 6 855 et 27 235 plus exactement.
Chez les grands herbivores, presque tous chassés à balle, le cerf élaphe — 57 944 —, le chevreuil — 553 083 —, devant le chamois — 12 248 — et l’isard — 2 679 — sont les principales proies des chasseurs. On peut y ajouter 1120 daims et 3 190 mouflons.
Toujours durant la saison 2014-2015, 550 619 sangliers ont été tués à la chasse.

## Limites perspectives
Certains auteurs plaident, au moins pour certaines espèces en raréfaction pour une systématisation des carnet de prélèvement par exemple en France dans le cadre des Schémas départementaux de gestion cynégétique (SDGC), en veillant à distinguer les individus issus d'élevage et ceux qui sont sauvages, pour une meilleure connaissance des dynamiques de populations sauvages. Ceci implique que les animaux d'élevages soient correctement marqués avant leur lâcher (seules 38,9 % des perdrix rouges élevées et relâchées pour la chasse l'étaient d'après une enquête de qui dépouillé 166 réponses ; lors de cette enquête « seuls 18,6 % des enquêtés ont donné un nombre exact et 5,2 % ont dit remplir un carnet de prélèvement »).